# Holger Kyster
Holger Godtfred Kyster (født 7. juni 1872 i Kolding, død 12. maj 1944) var en dansk guld- og sølvsmed og museumsmand, bror til Anker Kyster.
Han var søn af skomager Andreas Elias Kyster (tog efter 2. Slesvigske Krig navneforandring fra Küster, 1835-1917, gift 2. gang 1876 med Margrethe Jensen, 1841-1907) og Bodil Marie Hirth (1838-1874). 
Holger Kyster blev uddannet guld- og sølvsmed hos Rasmus Jensen i Horsens – provinsens største værksted – og A. Dragsted i København og var udlært 1891. Efter et længere udlandsophold, som gik til Tyskland og Schweiz, aftjente han sin værnepligt i 1896 og rejste atter ud, denne gang til i efteråret 1896 til Kristiania, hvor han var om vinteren, om sommeren til Bergen og igen i vinteren i Kristiania. 1898 etablerede han sit eget værksted i Adelgade 8 i fødebyen Kolding. Ligesom broderen etablerede Kyster bånd til nogle af samtidens førende skønvirkekunstnere og designere, ikke mindst multikunstneren Thorvald Bindesbøll (fra 1904, kontakten formidlet via broderen), malerne Svend Hammershøi (fra 1906) og Joakim Skovgaard samt billedhuggeren Kai Nielsen. Kyster modtog guldmedalje på den Verdensudstillingen i Paris 1925. 
Han kom til at spille en stor rolle for sin fødeby som formand for Museet på Koldinghus (oprettet 1890) i årene 1929 til sin død og som daglig leder af museet fra 1934. Derudover testamenterede sin store samling af kunst og sølvtøj til museet, hvor den i dag udgør den centrale del af museets samlinger af sølv og kunst fra første fjerdedel af 1900-tallet.
Holger Kyster blev 1907 gift med Emma Katrine Lindemann (1878-1940). Parret fik ingen børn, men havde til gengæld tid til mangfoldige interesser: Han sølvsmedekunst, keramik, malerkunst og græske og romerske antikviteter; hun håndarbejde, især kniplinger. Emma Kysters omfattende samling af gamle kniplinger blev også doneret til Museet på Koldinghus.
Der findes en buste af Kyster fra 1943 udført af Henning Seidelin.
Holger Kyster døde i 1944, og værkstedet overgik til Jørgen Krogh, der havde været først lærling og derefter svend hos Kyster siden 1918. Efter Kroghs død 1960 lukkede værkstedet, mens selve butikken førtes videre af enken Erna Krogh helt til 1973.